# Emil Theodor Clausen
Emil Theodor Clausen (født 12. februar 1802 i København, død 31. august 1851) var en dansk præst, næstyngste søn af stiftsprovst H.G. Clausen.
Clausen blev 1819 dimitteret til universitetet fra Metropolitanskolen. Da han 1824 tog teologisk attestats, var han endnu rationalist som faderen, og det teologiske fakultets senior, C.F. Horneman, ventede, at han skulle "tjene til Mur mod den indbrydende Mysticisme og Obskurantisme". Men på en udenlandsrejse 1826-29 foregik der en åndelig omvæltning i hans indre.
Under opholdet i Berlin fik professor Neander stor indflydelse på ham, og da han kom hjem, mærkede hans fader med sorg, at sønnen havde brudt med "den fornuftige kristendom". Efter hjemkomsten blev han først Mynsters, siden Grundtvigs discipel. I 1831 skrev han for den teologiske licentiatgrad en meget fortjenstfuld afhandling om Synesius fra Cyrene, men efter den religiøse vækkelse stod prædikestolen, ikke kathedret som hans mål.
I 1833 blev han sognepræst i Gimlinge på Sjælland, og samme år giftede han sig med Maria Elisa Jensine Petrine Storm, datter af major H.T. Storm. Efter 2 års ægteskab mistede han hende, men 1839 giftede han sig på ny, med Elisabeth Davidsdatter Monrad, datter af generalpostdirektør, konferensråd D. Monrad. Året efter blev han forflyttet til Boeslunde, ligeledes på Sjælland.
Så vel her som i Gimlinge stillede han sig venlig over for den religiøse bevægelse, der gav sig udslag i gudelige forsamlinger, men søgte tillige at holde forsamlingsfolkene i et sundt og kirkeligt spor. Mens han var i Boeslunde, blev spørgsmålet om tvangsdåb af baptistbørn brændende, og da han nægtede at døbe de ved politiet bragte børn af baptistiske forældre, var han forberedt på at få sin afsked.
Stormen drev dog over, og han blev i embedet. Efter, at han forgæves ved et ophold i Ischl havde søgt hjælp mod en snigende sygdom, måtte han indlægge sig på Frederiks Hospital. Han fik under et bad i Øresund krampe og blev funden død i badehuset.
Hans datter ægtede Thomas Ludvig Rørdam.